# 菲岛山林投
菲岛山林投（学名：Freycinetia williamsii）为露兜树科藤露兜树属下的一个种。